# طرانة (بولية)

الميناء

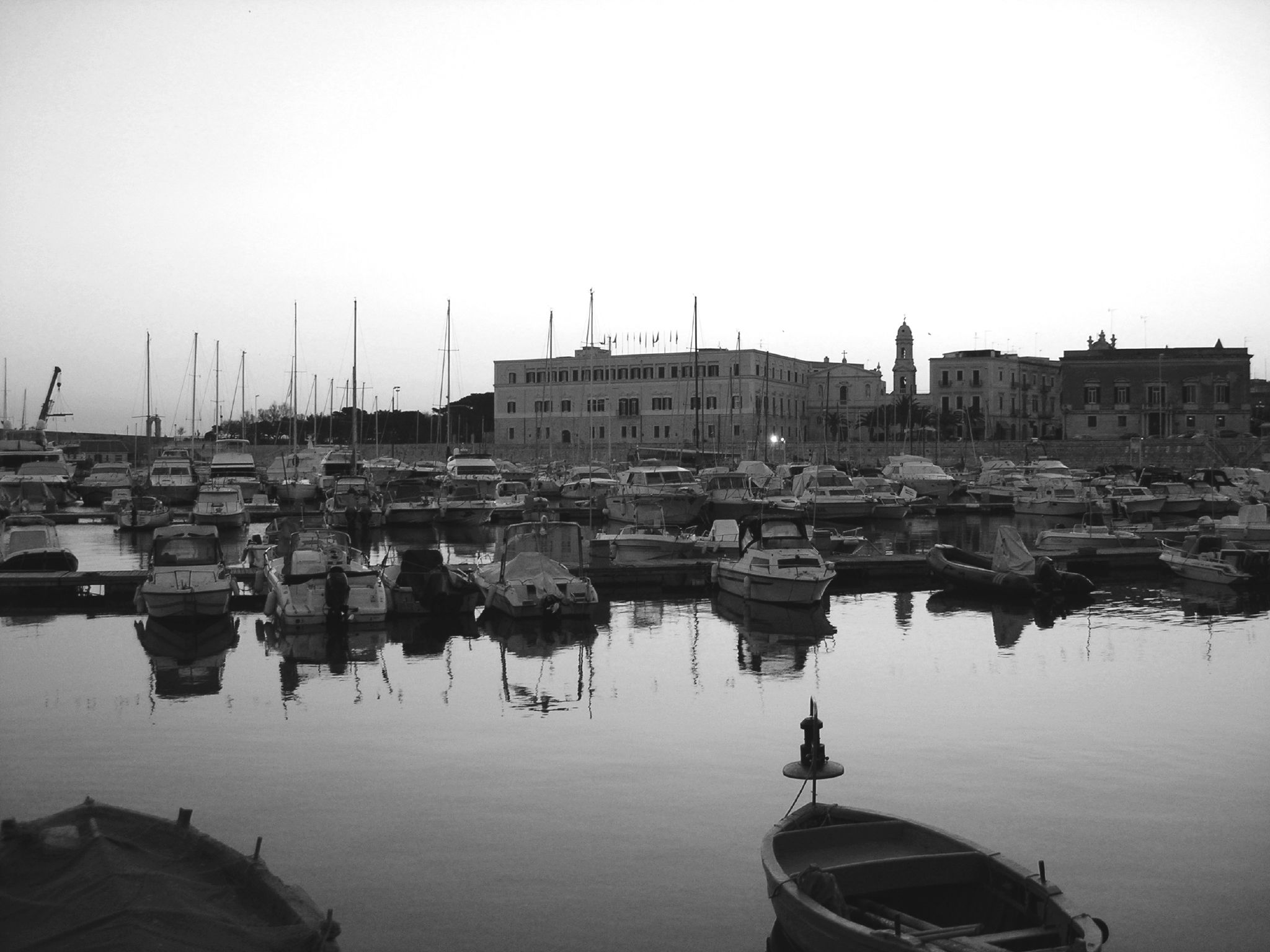
الميناء

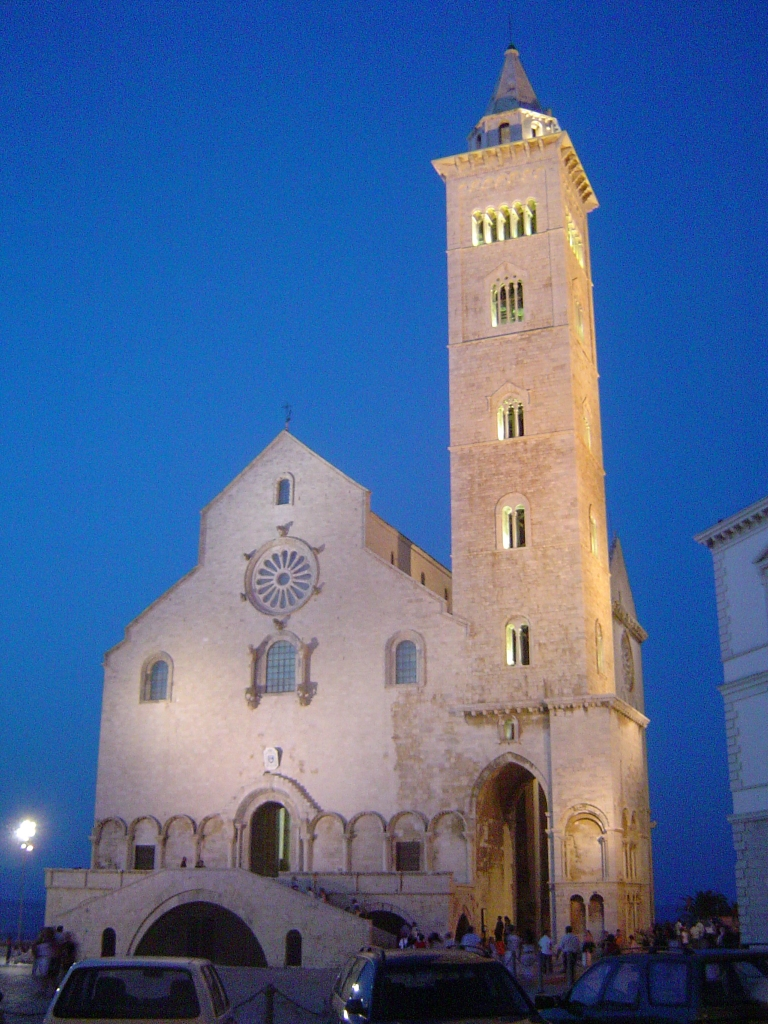
الكاتدرائية

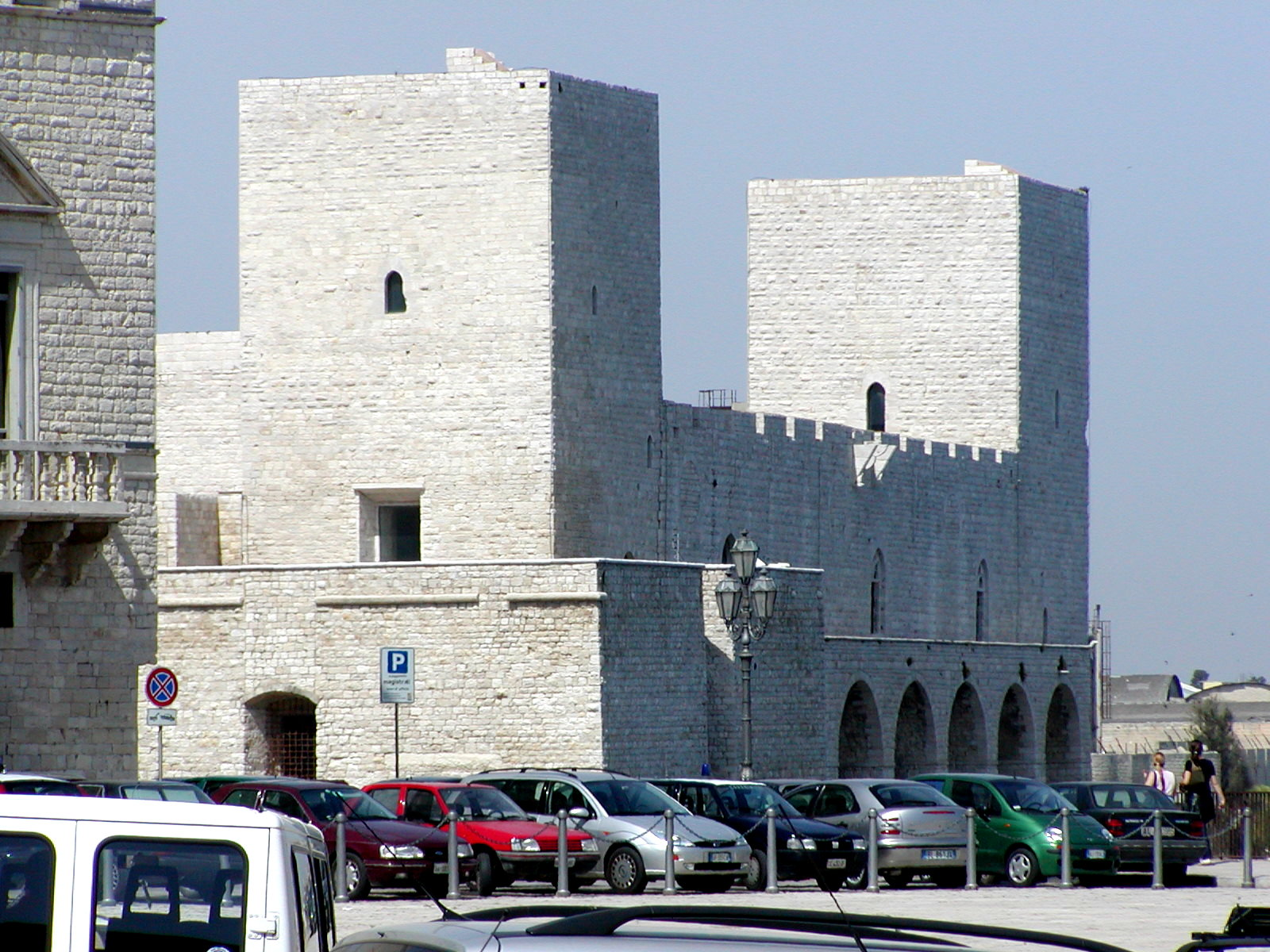
قلعة طرانة

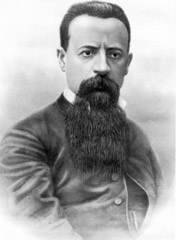
الفيلسوف جوفاني بوفيو أحد أبناء طرانة

طرانة أو اطرانة أو تراني (بالإيطالية: Trani)‏، مدينة جنوب إيطاليا في مقاطعة بارليتا أندريا طرانة ضمن إقليم بولية سكانها حوالي 53.516 نسمة، تبتعد 40 كم شمال غرب باري عن طريق القطار تطورت المدينة بشكل خاص حول ميناءها، تنتج المناطق المحيطة النبيذ والتين والزيتون واللوز والحبوب.
قال فيها الادريسي: "وقورات مدينة حسنة متحضرة نبيلة فرجة كثيرة الفواكه خصيبة المعايش ومن قورات إلى طرانة على الساحل ثمانية أميال وكذلك من بشتالية المذكورة إلى اطرانة أيضا ستة أميال. واطرانة مدينة متوسطة لها سور وبها سوق مشهودة ومنها إلى برلت ستة أميال على الساحل ويقابل مدينة برلت في البرية مدينة تسمى أندرة وهي مدينة كبيرة عامرة ومنها إلى البحر تسعة أميال."

## السكان
في سنة 1861 بلغ عدد السكان 23٬411 نسمة، وتطور العدد ليصل في سنة 2011 لـ 55٬842 نسمة.
يظهر هذا المخطط البياني تطور النمو السكاني لـ تراني

## التاريخ
ظهرت مدينة تورينوم Turenum لأول مرة زمن ما سمي الطاولة البيوتنجرية Tabula Peutingeriana في القرن الثالث عشر في نسخة رحالة روماني قديم. الاسم جاء نسبة للبطل اليوناني ديوميديس. احتل المدينة بعد ذلك اللومبارديون والبيزنطيون. بيد أن أول خبر مؤكد عن وجود مستوطنة حضرية في طرانة يعود فقط إلى القرن التاسع.
أزهى عصور طرانة كان القرن الحادي عشر لـمّا صارت مقر أسقفية بدلا من كانوزا، وقد وصل إليها المسلمون. كان ميناءها موقعاً هاماً بالنسبة الحملات الصليبية، وتطور لاحقاً تطوراً كبيراً فأصبح الأهم على البحر الادرياتي. وفي عام 1000 اصدرت طرانة Ordinamenta Maris والذي يعد اليوم أقدم مخطوطة بحرية في العصور الوسطى. في تلك الحقبة استقر بطرانة العديد من الأسر الكبيرة في الجمهوريات البحرية الرئيسية الإيطالية (أمالفي وبيزا والبندقية). واحتفظت طرانة في المقابل بقنصل في البندقية منذ القرن الثاني عشر. ويبين وجود قنصليات أخرى في عدة مراكز شمال أوروبا بما في ذلك انكلترا وهولندا أهمية طرانة التجارية والسياسية في العصور الوسطى.
بنى الإمبراطور فريدريك الثاني قلعة ضخمة في طرانة. وبلغت المدينة في ظل حكمه في أوائل القرن الثالث عشر أوج ثراءها ورخاءها.
بحلول القرن الثاني عشر، باتت طرانة تحتضن أكبر جالية يهودية بجنوب إيطاليا، ومسقط رأس أحد كبار حاخامات إيطاليا في العصور الوسطى : الحاخام اشعياء بن مالي الطرانة (1180-1250) معلق وهالاخاهي. الحاخام التلمودي موسى بن يوسف الطرانة (1505-1585) وُلـِد في سالونيك، بعد ثلاث سنوات من فرار أسرته من طرانة بسبب الاضطهاد المعادي للسامية.
دخلت طرانة أزمة تحت حكم أنجو وأراغون (القرن الرابع عشر - القرن السادس عشر). 

## السكان
في سنة 1861 بلغ عدد السكان 23٬411 نسمة، وتطور العدد ليصل في سنة 2011 لـ 55٬842 نسمة.
يظهر هذا المخطط البياني تطور النمو السكاني لـ تراني

### العصر الحديث
استعادت طرانة تحت حكم آل بوربون بعضاً من رونقها، بفضل الوضع الاقتصادي المتحسن عموماً بجنوب إيطاليا وتشييد العديد من المباني الرائعة. كانت طرانة عاصمة المنطقة منذ عام 1586 حتى العصر النابليوني عندما جرّدها جواكينو مورات من هذه المكانة لصالح باري.
علاوة على ذلك في عام 1799 ارتكبت القوات الفرنسية مجزرة بحق سكان طرانة.
بعد تلك المذبحة انضمت المدينة إلى الجمهورية النابولية. سعت المدينة بين عامي 1815 و1860 لاستعادت اسبقيتها القضائية. وحتى سنة 1923 حافظت طرانة على اسبقيتها كمركز ثقافي وسياسي كبير. كانت مقراً محاكم مدنية وجنائية ذات اختصاص على كامل المقاطعة، وفي الفترة من 1861 إلى 1923 مقراً محكمة الاستئناف لكامل إقليم بوليا.
1. ↑  "Superficie di Comuni Province e Regioni italiane al 9 ottobre 2011" (بالإيطالية). Istituto nazionale di statistica. Retrieved 2019-03-16.
2. ↑   https://demo.istat.it/?l=it. {{استشهاد ويب}}: |url= بحاجة لعنوان (مساعدة) والوسيط |title= غير موجود أو فارغ (من ويكي بيانات) (مساعدة)
3. ↑  GeoNames (بالإنجليزية), 2005, QID:Q830106
4. 1 2 3  الإدريسي (1154)، نزهة المشتاق في اختراق الآفاق، ص. 764، QID:Q1089336
5. 1 2  بيانات من موقع ISTAT - Istituto nazionale di statistica (ISTAT);  اطلع عليه بتاريخ 28-12-2012. نسخة محفوظة 7 فبراير 2020 على موقع واي باك مشين.